# Parapilumnus oryctos
Parapilumnus oryctos is een krabbensoort uit de familie van de Acidopsidae. De wetenschappelijke naam van de soort is voor het eerst geldig gepubliceerd in 2002 door Ng.